# Thismia abei
Thismia abei, rijetka biljna vrsta, holomikotrofni rizomatozni geofit iz porodice Burmanniaceae, japanski je endem

## Ime i opis
Thismia abei (Akasawa) Hatus. (Burmanniaceae) je saprofitna biljka koja raste po lišću u vazdazelenim šumama. Nedostaje joj klorofil i proizvodi neobičan cvijet blizu tla. Japanski naziv 'Tanuki-no-shokudai' znači 'rakunski pas koji drži svijeću iznad glave'. Epitet abei odaje počast Chikaichi Abeu, njezinom pronalazaču.

## Tipski primjerci
Dva primjerka u boci otkrivena su među nerazvrstanim materijalom u skladištu Herbarija Sveučilišta u Tokiju (TI). Uzorci su očito bili konzervirani u tekućini, ali je tijekom godina tekućina isparila. Etikete su otkrile da su primjerci Thismia abei, koje je u prefekturi Tokushima 4. kolovoza 1950. sakupio Chikaichi Abe. Izvorni opis T. abei (Akasawa 1950) ukazivao je da se radi o paratipovima. Prema izvornom opisu, holotip je pohranjen u Herbariju Nacionalnog muzeja prirode i znanosti u Tokiju (TNS), a izotip u Sveučilišta u Tokiju. Iako je pokušavano pronaći tipske primjerke u TNS i TI, nije se uspjelo u potrazi. Prema Međunarodnom kodeksu nomenklature za alge, gljive i biljke (ICN: McNeill et al. 2012.), ako su holotip i izotip uništeni ili nedostaju, lektotip treba odabrati među paratipovima. To je značilo da su primjerci otkriveni u TI bili kandidati za lektotipizaciju. Tipski primjerci najvažniji su elementi za utvrđivanje točne primjene naziva vrsta. Međutim, nakon nastavka potrage, izotip je otkriven u herbariju Muzeja prefekture Tokushima (TKPM), zbog čega nije bilo potrebno označavati lektotip iz materijala u TI. Paratipovi su, dakle, još uvijek paratipovi, ali unatoč tome važni jer su među izvornim materijalom ispitanim kada je Thismia abei prvi put opisana (Ikeda et al. 2014.). (Hiroshi Ikeda).